# Pseudopeptidoglicano
Lo pseudopeptidoglicano, o pseudomureina, è l'elemento costitutivo della parete cellulare degli archei. Questo si differenzia dal normale peptidoglicano (presenti nella parete cellulare dei batteri) per i seguenti motivi:
1. assenza di DAP (acido meso-diamminopimelico), sostituito da lisina;
2. assenza di D-amminoacidi (sono presenti solo ed esclusivamente L-amminoacidi);
3. assenza di acido N-acetilmuramico, sostituito da acido N-acetiltalosaminuronico. Quest'ultimo si lega all'N-acetilglucosamina attraverso legami β-1,3 (anziché β-1,4 come nel peptidoglicano) che non sono sensibili all'azione del lisozima.